# Saison 3 de Victoria
Chronologie
Saison 2
Cet article présente le guide de la troisième saison de la série télévisée britannique Victoria.

## Généralités
- Aux États-Unis la saison est diffusée depuis le 13 janvier 2019 sur PBS et le 24 mars 2019 au Royaume-Uni sur ITV.

## Distribution de la saison

### Acteurs principaux
- Jenna Coleman : Victoria
- Tom Hughes : Albert de Saxe-Cobourg-Gotha
- Nicholas Audsley : Charles, Duc de Monmouth
- Sabrina Bartlett : Abigail Turner
- David Burnett : Joseph Weld
- Kate Fleetwood : Princesse Théodora
- Nell Hudson : Miss Nancy Skerrett
- Ferdinand Kingsley : Charles Elmé Francatelli
- Tommy Knight : Archibald Brodie
- Vincent Regan : Roi Louis-Philippe
- Adrian Schiller : M. Penge
- Lily Travers : Sophie, Duchesse de Monmouth
- Alex Jennings : Roi Léopold
- Jordan Waller : Lord Alfred Paget
- Anna Wilson-Jones : Lady Emma Portman

### Acteurs récurrents
- Siobhan O'Carroll : Lady Lyttelton
- Peter Bowles : Duc de Wellington
- Laurence Fox : Lord Palmerston
- John Sessions : Lord John Russell
- Louisa Bay : Princesse Vicky
- Laurie Sheperd : Prince Bertie
- CJ Beckford : William Cuffay
- Ben Cartwright : Feargus O'Connor
- Kerr Logan : Patrick
- Gregory Mann : William Monmouth

## Épisodes

### Épisode 1: Vent mauvais sur les têtes couronnées
- États-Unis : 13 janvier 2019 sur PBS
- Royaume-Uni : 24 mars 2019 sur ITV

### Épisode 2: Le pont de Londres s'écroule
- États-Unis : 20 janvier 2019 sur PBS

### Épisode 3: Et in arcadia
- États-Unis : 27 janvier 2019 sur PBS

### Épisode 4: Corps étrangers
- États-Unis : 3 février 2019 sur PBS

### Épisode 5: Un simulacre d'unité
- États-Unis : 10 février 2019 sur PBS

### Épisode 6: Le Quatuor Cobourg
- États-Unis : 17 février 2019 sur PBS

Un somptueux bal costumé sur le thème géorgien au palais de Buckingham ne pouvait pas arriver à un pire moment, car des dessins privés de la famille royale ont été copiés et imprimés par la presse.

### Épisode 7: Inconvenances publiques
- États-Unis : 24 février 2019 sur PBS

### Épisode 8: L'Éléphant blanc
- États-Unis : 3 mars 2019 sur PBS